# Во (буква)
Ո, ո (арм. ո, во) — двадцать четвёртая буква армянского алфавита. Создал Месроп Маштоц в 405—406 годах.

## Использование
И в восточноармянском, и в западноармянском языках обозначает [vo] в начале слова и [o] в остальных позициях. Числовое значение в армянской системе счисления — 600.
Использовалась в курдском алфавите на основе армянского письма (1921—1928) для обозначения звука [o].
В системах романизации армянского письма передаётся как o (ISO 9985, BGN/PCGN, ALA-LC), vo (BGN/PCGN, в начале слова). В восточноармянском шрифте Брайля букве соответствует символ ⠧ (U+2827), а в западноармянском — ⠪ (U+282A).

## Кодировка
И заглавная, и строчная формы буквы во включены в стандарт Юникод начиная с версии 1.0.0 в блоке «Армянское письмо» (англ. Armenian) под шестнадцатеричными кодами U+0548 и U+0578 соответственно.

## Галерея

Округлый еркатагир
Прямолинейный еркатагир
Болоргир
Нотргир
Шхагир